# لي فرانسيس
لي آيزاك فرانسيس (بالإنجليزية: Leigh Izaak Francis)، معروف باسمه المهني «كيث ليمون»، هو ممثل إنجليزي وفكاهي وكاتب ومقدم برامج تلفزيونية، عُرف بإعداد وتقديم برامج المشاهد الفكاهية على التلفزيون في بريطانيا.

## نشأته
ولد فرانسيس في بيستون، ليدز، مقاطعة ويست رايدينغ أوف يوركشاير في 30 أبريل 1973، وتربى في منزل عام بحي فارنلي القديم بليدز. توفي والده من مرض السرطان عن عمر ناهز 47 عاما، فيما لا تزال والدته حية.
قصد فرانسيس مدرسة فارنلي بارك الثانوية (تسمى الآن: أكاديمية فارنلي)، ثم درس لاحقا في كلية جايكوب كرامر (تعرف الآن بجامعة ليدز للفنون)، وحصل على مؤهل في التصميم الغرافيكي. قبل أن يحقق نجاحا كبيرا على التلفزيون، تم اكتشافه وتشجيعه من قبل مقدمة البرامج التلفزيونية دافينا ماكول، حيث كان يؤدي دورًا فكاهيا في أحد الأندية الكوميدية الجنوبية.
قدمت ماكول لفرانسيس أول دور له على التلفزيون في البرنامج الفكاهي Dom and Kirk's Nite O' Plenty، حيث جسد شخصية بوبي ستارك، وهو رجل يعطي نصائح حول العلاقات الغرامية. عرض هذا البرنامج على قناة بارامونت التلفزيونية بين يناير ويوليو من عام 1996. كان الدور الثاني لفرانسيس على التلفزيون هو شخصية باري جيبسون، مصور صحافة مشاهير الموسيقى، في بدايات برنامج Popworld على القناة الرابعة البريطانية. قام ليه فرانسيس أيضا بتجسيد شخصيات مختلفة منها: جيبسون، كيث ليمون، وأفيد ميريون في مسلسل Whatever I Want الذي عرض على قناة itv ضمن برامج السهرة في عام 2000.

## مسيرته المهنية
في بدايات مسيرته المهنية، أدى فرانسيس سلسلة من المقاطع القصيرة لمحطة Comedy Central (كانت تعرف باسم Paramount Comedy) تسمى: نجوم في منازلهم. ويمكن مشاهدة بعض تلك المقاطع القصيرة على موقع يوتيوب.
حدث نجاحه التلفزيوني الكبير عندما عرضت عليه القناة الرابعة صفقة بقيمة 250 ألف جنيه إست
رليني لإنتاج مسلسل يعتمد على شخصياته التلفزيونية، مثل أدواره السابقة مثل بوبي ستارك وباري جيبسون، وفي عام 2002 ولد مسلسل "Bo' Selecta!". عرض المسلسل فرانسيس الذي يصور سلسلة من المشاهير من خلال ارتداء أقنعة الوجه لانتحال شخصياتهم، بالإضافة إلى تصوير الشخصية الرئيسية غير الشهيرة «أفيد ميريون». استمر البرنامج لمدة خمس مواسم عرضت بين عامي 2002 و2006.
بعد إلغاء عرض مسلسل "Bo' Selecta!"، أنشأ فرانسيس عرضًا جديدًا تمامًا باسم "Keith Lemon's Very Brilliant World Tour" مستخدما إحدى شخصيات المسلسل وهي «كيث ليمون»، بدأ بثه على قناة ITV2 في أبريل 2008، وكان العرض ناجحًا، ثم ابتكر فرانسيس برنامجا جديدًا آخر يضم هذه الشخصية باسم Celebrity Juice الذي عرض من عام 2008 وحتى أعلنت قناة ITV عن إيقافه في يونيو 2022. شارك أيضًا في استضافة برنامج Sing If You Can (2011) بنفس هذه الشخصية مع ستايسي سولومون، وKeith Lemon's LemonAid (2012) على ITV. في نوفمبر 2011، أعلن أن شخصية «كيث ليمون» ستقدم في الفيلم الطويل Keith Lemon: The Film لأول مرة، وبدأ إنتاجه في وقت لاحق من ذلك الشهر.
ظهر فرانسيس منذ ذلك الحين في العديد من برامج قناة ITV2 وقدم بعضها بشخصية «كيث ليمون»، وشارك بشكل بسيط في فيلم Rocketman بشخصية عامل متجر يسمى "Pete".